# Мессан, Фано
Фано Мессан (18 февраля 1902 — 11 февраля 1998) — французская актриса, скульптор, художник и модель, известная своим сотрудничеством с такими художниками, как Луис Бунюэль, Сальвадор Дали, Ман Рэй, Кес Ван Донген, и своим участием в парижской культурной жизни конца 1920-х годов. Также известна своей андрогинностью .

## Биография
Фано родилась в Тарбе, Верхние Пиренеи, Франция, в 1902 году. К 16 годам она покинула Высшую школу изящных искусств Тулузы (известную с 2011 года как isdaT — Высший институт искусств и дизайна Тулузы), чтобы попытать счастья в качестве скульптора в Париже. Женщин не приветствовали в скульптурных мастерских, поэтому она проходила обучение, притворяясь мужчиной, особенно в мастерской Яна Мартеля . Мессан быстро стала узнаваемой фигурой в нудистских школах, художественных галереях и богемных бистро Парижа. Одетая как мужчина, с очень короткой стрижкой и поразительной красотой, Фано оттачивала свое скульптурное мастерство, оставив след в работах величайших художников Монпарнаса .

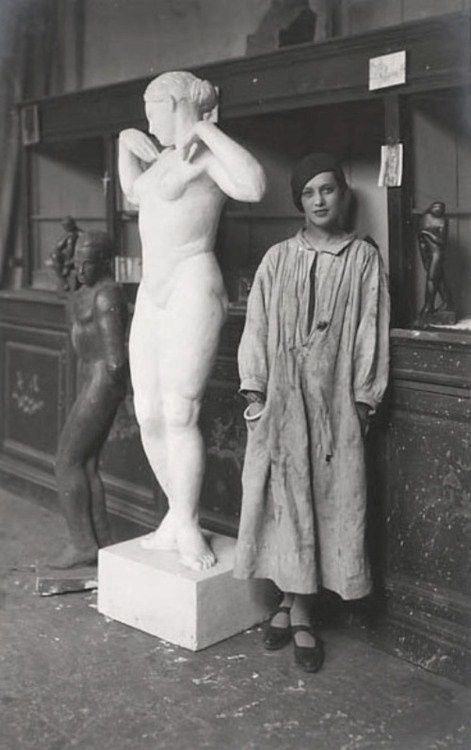
Фано Мессан в Париже, 1921 год. Фото Эммануэля Сугеза.

В 1924 году её пригласили выставить свои скульптуры в Чикаго. Журналист Chicago Tribune Лоример Хаммонд даже написал статью под названием «Латинский квартал развлекается, пытаясь определить пол Фано Мессан», в которой анонсирует выставку скульптора. В следующем году она показала свои работы на Осеннем салоне в парижском Большом дворце. Во время этой выставки было сделано одно из самых известных изображений Мессан: Фано в костюме и галстуке позирует рядом с одной из своих скульптур «Андрогин». В независимой газете Le Réveil du Nord она представлена как «самый молодой скульптор в мире».
Работы Фано Мессан пронизаны чувствительностью без вычурности, с простыми и гармоничными линиями. Она также укрощает дерево, камень, слоновую кость или стекло, чтобы оживить свои любимые предметы. Украшения для казино Grand Cercle в Экс-ле-Бен и фриз «La danse», который раньше украшал стену Bal Tabarin, обнаженные тела, такие как серия «l’Androgyne», представленная на Салоне 1925 года, животные или фигуры, такие как Валери Ларбо или Кес ван Донген, который написал её портрет («Le garçonne, Fano Messan») в обмен на бюст, который она сделала с него в 1929 году, в год его французской натурализации. На этом портрете (который оставался с семьей Мессан по крайней мере до 2008 года) изображена хрупкая и решительная Фано, её взгляд глубокий и отстраненный, слегка приоткрытый ярко-красный рот, бросающий вызов времени. Оранжевый, зелёный и красный цвета, столь частые в работах ван Донгена, не мешают глазам Фано доминировать в композиции картины, контрастируя с белым цветом блузки. Фотопортреты Мессан, сделанные Ман Рэем (например, тот, что был сделан в 1928 году и приобретен Центром Помпиду в 1994 году), разделяют эти характеристики модели.
Луис Бунюэль выбрал её на роль «андрогинной девушки» в короткометражном фильме Андалузский пёс (1929) после того, как увидел, как она играет роль телефонного оператора в художественном фильме 1928 года Деньги, основанном на одноимённом романе Эмиля Золя. Сценарий фильма Бунюэль написал вместе с его тогдашним другом Сальвадором Дали, он представляет собой серию слабо связанных сцен. Мессан играет андрогинную молодую женщину с короткой стрижкой, одетую в довольно маскулинную одежду. Она тычет тростью в отрубленную человеческую руку, окруженная большой толпой, сдерживаемой полицейскими. Толпа расходится, когда полицейский кладет руку в полосатую коробку и протягивает её молодой женщине. Андрогинная молодая женщина счастливо созерцает что-то, стоя посреди оживленной улицы, сжимая коробку. Затем её сбивает машина, и вокруг неё собираются несколько прохожих. Молодой человек, кажется, получает садистское удовольствие от опасности и последующей смерти андрогинной молодой женщины, и, указывая на потрясенную девушку в комнате с ним, он искоса смотрит на неё и ощупывает её грудь.
Первый показ Un Chien Andalou состоялся в Studio des Ursulines, присутствовал весь цвет Парижа . Среди известных посетителей премьеры были Пабло Пикассо, Ле Корбюзье, Жан Кокто, Кристиан Берар и Жорж Орик, а также вся группа сюрреалистов Андре Бретона . Положительный прием фильма зрителями поразил Бунюэля, который почувствовал облегчение, что не будет побит. Дали, напротив, как сообщается, был разочарован, чувствуя, что реакция публики сделала вечер «менее захватывающим». Оба главных актёра фильма в конце концов покончили жизнь самоубийством: Пьер Батчефф принял передозировку Веронала 13 апреля 1932 года в парижском отеле, а Симона Марей совершила самосожжение 24 октября 1954 года на площади в Перигё, Дордонь. Фано Мессан дожила до глубокой старости и умерла за неделю до своего 96-летия в Жювиньяке, Эро, Франция.

## Фильмография
- 1928: Деньги в роли телефонного оператора
- 1929: Андалузский пёс в роли андрогинной девушки